# Timina diossigenasi
La timina diossigenasi è un enzima appartenente alla classe delle ossidoreduttasi, che catalizza la seguente reazione:
timina + 2-ossoglutarato + O2 ⇄ 5-idrossimetiluracile + succinato + CO2
Richiede Fe2+ ed ascorbato. Agisce anche su 5-idrossimetiluracile per ossidare il suo gruppo -CH2OH prima a -CHO e poi a -COOH.